# Alex Sawyer
Alexander James Sawyer (ur. 13 lutego 1993 w Kent) – brytyjski aktor telewizyjny i filmowy. Wystąpił w roli Alfreda „Alfiego” Lewisa w serialu młodzieżowym Nickelodeon – Tajemnice domu Anubisa.

## Życiorys
Jego matka pochodzi z Ghany, a ojciec ma brytyjsko-fińskie korzenie. Chodził do szkoły Aberdour w Burgh Heath. Uczęszczał do King’s College School w Wimbledon.

## Filmografia

### Seriale TV
- 2011-2013: Tajemnice domu Anubisa jako Alfred „Alfie” Lewis
- 2016: Powrót na Dziki Zachód jako Jimmy Kid
- 2017: Biała księżniczka jako Kofi, mnich nowicjusz
- 2017: The End of the F***ing World jako Topher
- 2018: Dorwać małego jako David

### Filmy
- 2013: Tajemnice domu Anubisa: Kamienny Dotyk Ra (TV) jako Alfred „Alfie” Lewis
- 2017: Michael Jackson: Man in the Mirror (dokumentalny) jako nastoletni Michael Jackson